# Hoplismenus scutellatus
Hoplismenus scutellatus là một loài tò vò trong họ Ichneumonidae.